# 미카일 호니아티스

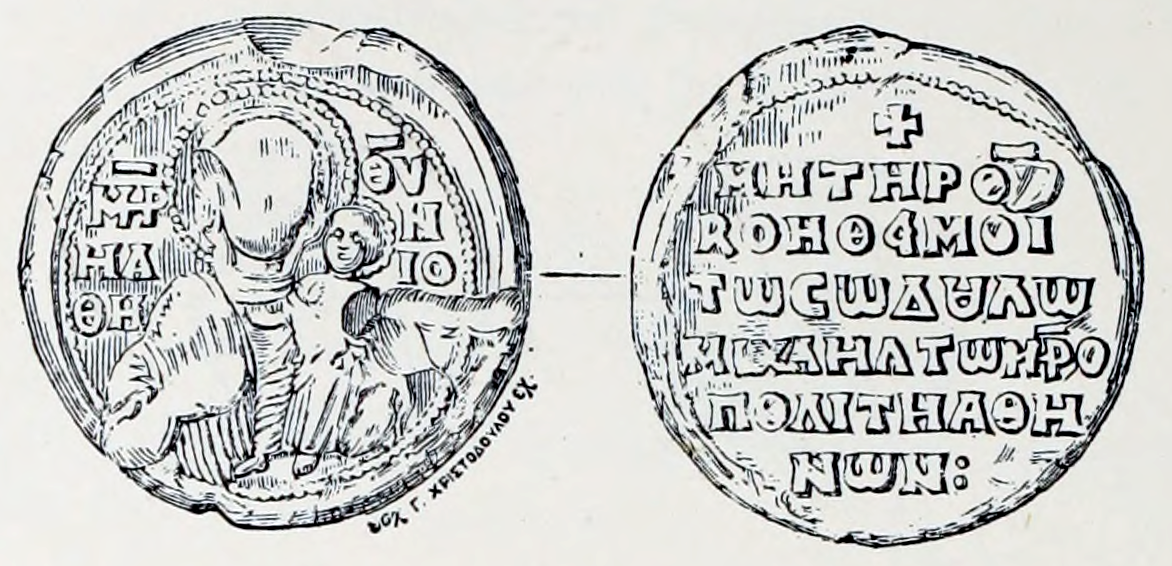

미하일 호니아티스(Michael Choniates, 그리스어: Μιχαήλ Χωνιάτης, 1138년 ~ 1220년)는 동로마 제국의 신학자, 성직자, 시인이다. 동생의 니키타스 호니아티스와 함께 문인으로서 알려졌다.
미하일 호니아티스는 프리기아 지방 코나이 (현재의 튀르키예 서부)에서 귀족으로 태어난다. 수도의 콘스탄티노폴리스의 신학자 에브스타티오스에게 신학을 배웠다고 한다. 1182년 아테네 주교가 되어, 이후 여기서 살았다. 주교로서의 설교서를 저술한 것 외에 아테네에 사는 사람들의 모습을 생생하게 그린 시를 썼다고 한다.